# Acmaeodera pilosellae
Acmaeodera pilosellae es una especie de escarabajo del género Acmaeodera, familia Buprestidae. Fue descrita científicamente por Bonelli en 1812.
Esta especie se encuentra en el continente asiático.